# Marianowo (Rypin)
Pour les articles homonymes, voir Marianowo.
Marianowo est une localité polonaise de la voïvodie de Couïavie-Poméranie et du powiat de Rypin,.